# 照夜白属
照夜白属（学名：Nyctocalos）是紫葳科下的一个属，为藤本植物。该属共有5种，分布于印度至马来西亚。